# Copa Asobal 2016
La XXVII edición de la Copa Asobal se celebró entre el 17 y el 18 de diciembre de 2016, en el Palacio de Deportes de León.
En ella participaron los tres primeros equipos de la Liga ASOBAL 2016-17 al término de la primera vuelta de la competición, que fueron el FC Barcelona Lassa, el Naturhouse La Rioja y el Fraikin Granollers, y el equipo organizador de la competición, el Abanca Ademar León.
Este campeonato se jugó con la fórmula de eliminación directa (a partido único en semifinales y final), y el emparejamiento de las semifinales se estableció por sorteo puro. El equipo campeón obtuvo una plaza para disputar la Liga de Campeones 2017-18.

## Eliminatorias
|  | Semifinales         | Semifinales         | Semifinales        |                    |                    | Final              | Final | Final |  |
|  |                     |                     |                    |                    |                    |                    |       |       |  |
|  |                     |                     |                    |                    |                    |                    |       |       |  |
|  | FC Barcelona Lassa  | FC Barcelona Lassa  | 33                 |                    |                    |                    |       |       |  |
|  | FC Barcelona Lassa  | FC Barcelona Lassa  | 33                 |                    |                    |                    |       |       |  |
|  | Naturhouse La Rioja | Naturhouse La Rioja | 28                 |                    |                    |                    |       |       |  |
|  | Naturhouse La Rioja | Naturhouse La Rioja | 28                 |                    | FC Barcelona Lassa | FC Barcelona Lassa | 30    |       |  |
|  |                     |                     |                    |                    | FC Barcelona Lassa | FC Barcelona Lassa | 30    |       |  |
|  |                     |                     | Fraikin Granollers | Fraikin Granollers | 25                 |                    |       |       |  |
|  | Abanca Ademar León  | Abanca Ademar León  | Fraikin Granollers | Fraikin Granollers | 25                 | 23                 |       |       |  |
|  | Abanca Ademar León  | Abanca Ademar León  |                    |                    |                    | 23                 |       |       |  |
|  | Fraikin Granollers  | Fraikin Granollers  | 30                 |                    |                    |                    |       |       |  |
|  | Fraikin Granollers  | Fraikin Granollers  | 30                 |                    |                    |                    |       |       |  |
|  |                     |                     |                    |                    |                    |                    |       |       |  |

| Campeón                       |
| FC Barcelona Lassa 12º título |

- Datos: Q33059793